# 삼자주의
삼자주의(Tripartism)는 사용자 단체, 노동조합, 국가 정부 간의 혼합 경제와 삼자 계약을 기반으로 하는 신조합주의 경제 시스템이다. 노사정 삼자주의, 삼자협동주의라고도 한다. 각자가 협력과 협의, 협상, 타협을 통해 경제정책을 만들어가는 사회적 동반자 역할을 하겠다는 것이다. 삼자주의에서는 정부가 경제에서 큰 역할을 하며, 경제 정책 수립을 위해 노조와 기업 이익 단체 간의 협상에 참여한다.
삼자주의는 1930년대 경제 위기 동안 대중적인 경제 정책 형태가 되었다. 삼자주의는 당시 가톨릭 사회 교리, 파시즘, 민주 정치 운동을 비롯한 다양한 정치 운동의 지지를 받았다. 삼자주의는 유럽에서 두드러진 경제 정책이며, 특히 가톨릭 사회 교리에 영향을 받은 기독교 민주당이 권력을 잡은 곳에서는 더욱 그렇다. 이는 사회민주주의 정부가 시행한 스칸디나비아와 베네룩스의 경제 시스템에서 볼 수 있는 북유럽 모델의 핵심 부분이다. 핀란드의 국가소득정책협정이 그 예이다. 노사정 합의는 임금뿐만 아니라 복리후생, 휴가, 근로시간, 근로자 안전 등에 관한 정책도 다루기 때문에 실제 노동법에서 중요한 구성요소이다.

## 같이 보기
- 노르딕 모델
- 폴더모형
- 사회적 시장경제
- 단체교섭